# 마시모 스타노
마시모 스타노(이탈리아어: Massimo Stano, 1992년 2월 27일~)는 이탈리아의 육상 선수로 주 종목은 경보이다. 2020년 하계 올림픽에서 20km 금메달을 획득했으며, 2022년 세계 선수권 대회에서 35km 경보 부문 금메달을 획득했다.